# Jahndenkmal (Naumburg)

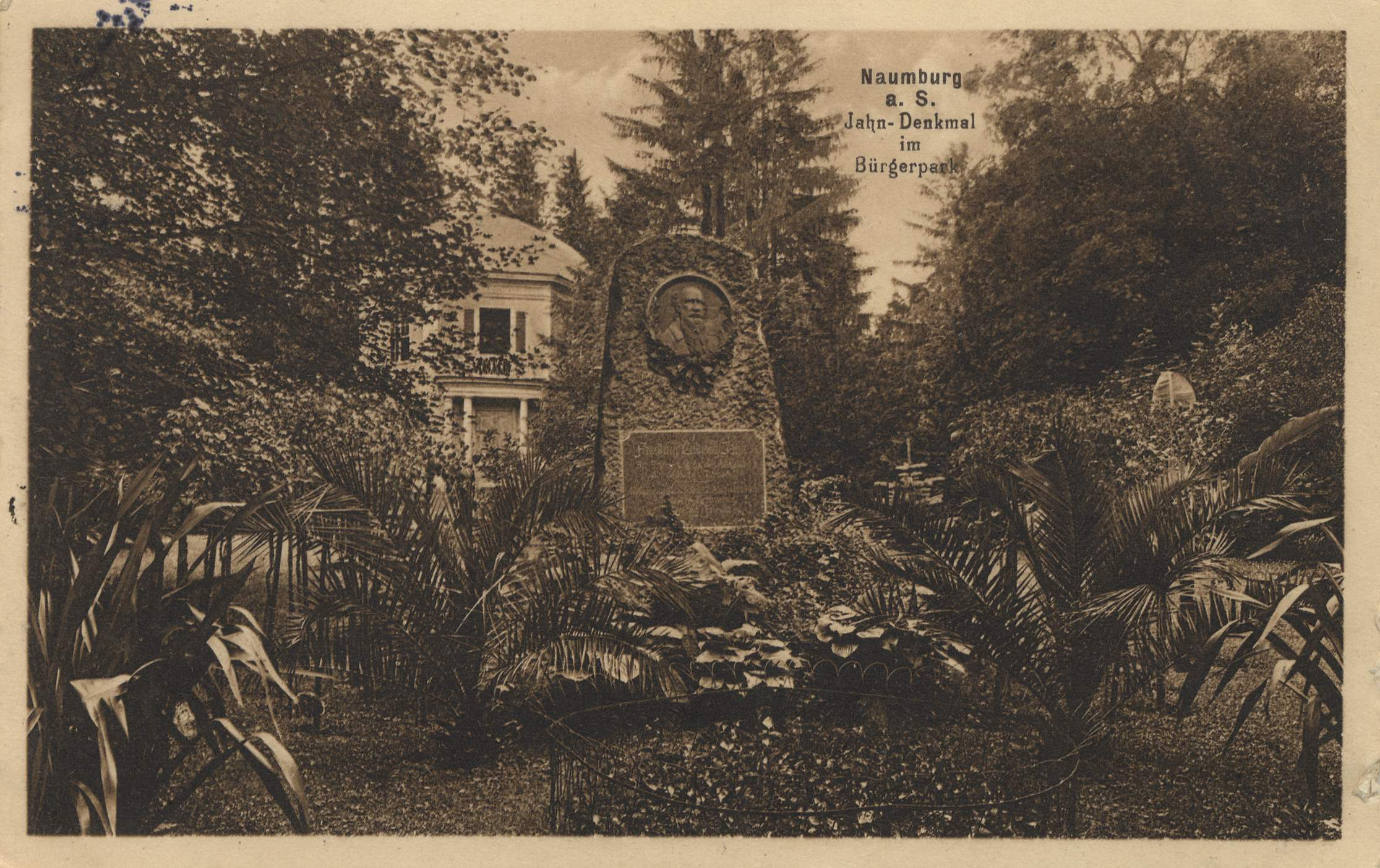
Jahndenkmal im Bürgergartenpark

Das Jahndenkmal im Bürgergartenpark in Naumburg (Saale) erinnert an den Turnvater Friedrich Ludwig Jahn.
Es weist einen Tondo mit dem Bildnis des Turnvaters auf, das dem Jahn-Porträt von Georg Engelbach entspricht. Darunter befindet sich auf einer Tafel eine Inschrift. Gestiftet wurde es vom Naumburger Turnverein Friesen und dem Männerturnverein.
Die feierliche Einweihung des Denkmals fand laut Inschrift am 17. August 1903 anlässlich des 125. Geburtstags Jahns statt. Eine zweite Tafel, die Teil der Denkmalanlage ist, erinnert an den durch Jahn im Jahr 1846 im Bürgergarten eröffneten ersten Naumburger Turnplatz, an dessen Stelle das Denkmal errichtet wurde.